# Dorfkirche Neulietzegöricke

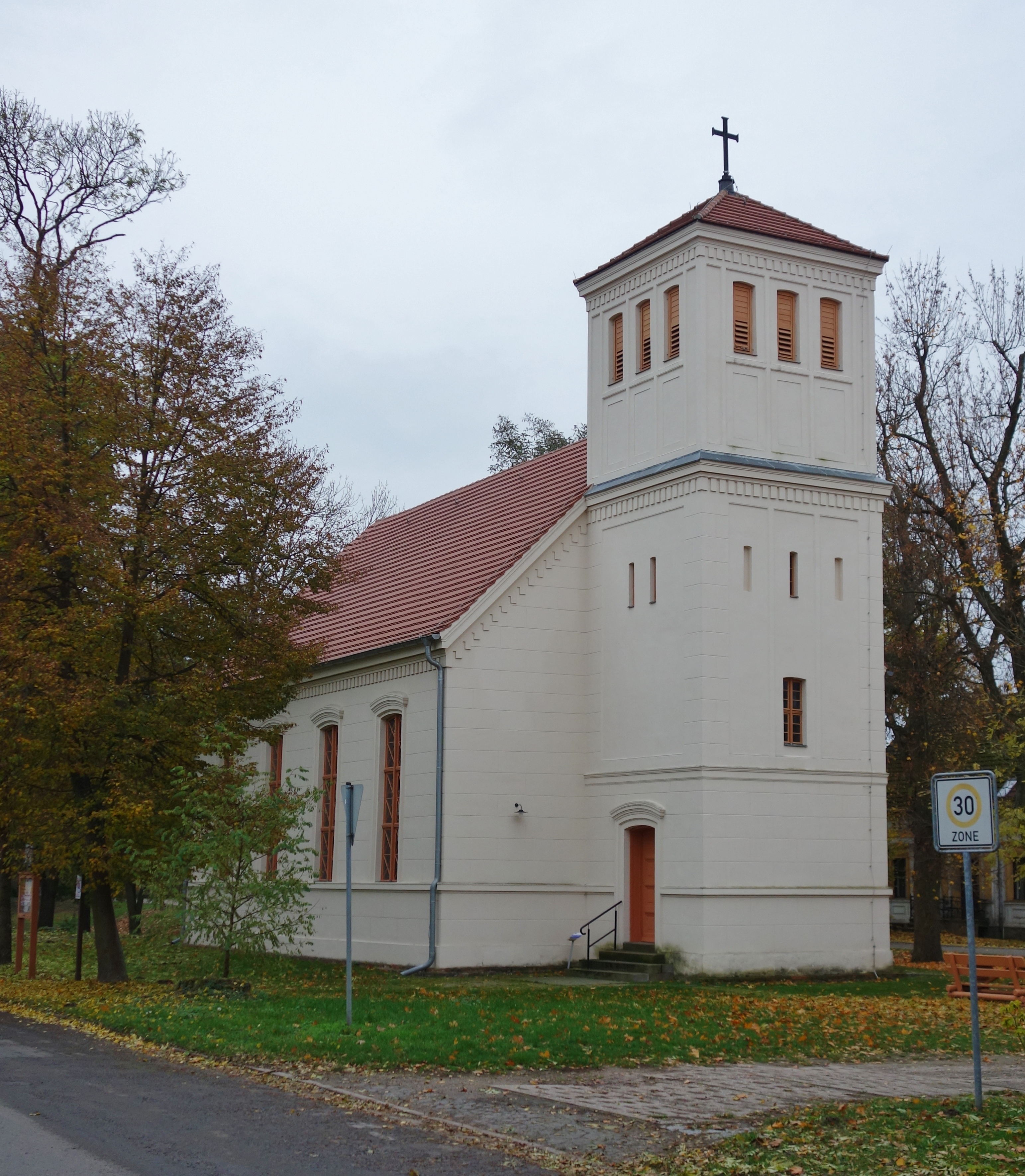
Dorfkirche Neulietzegöricke

Die evangelische Dorfkirche Neulietzegöricke ist ein denkmalgeschütztes Kirchengebäude in Neulietzegöricke, einem Ortsteil der Gemeinde Neulewin im Landkreis Märkisch-Oderland in Brandenburg. Die Kirchengemeinde gehört zum Kirchenkreis Oderland-Spree der Evangelischen Kirche Berlin-Brandenburg-schlesische Oberlausitz.

## Architektur und Baugeschichte
Das erste Kirchengebäude in Neulietzegöricke wurde 1769 als Fachwerkkirche erbaut und war das erste Sakralgebäude, das in einem der im Oderbruch angelegten Kolonistendörfer errichtet wurde. Da jedoch beim Bau nur minderwertiges Baumaterial verwendet wurde, wies das Gebäude bereits 1782 erhebliche bauliche Mängel auf, die jedoch aus finanziellen Gründen nicht behoben werden konnten. Im Jahr 1832 brannte die Kirche ab, da für einen Neubau allerdings ebenfalls nicht die nötigen Mittel vorhanden waren, mussten die Bewohner für Gottesdienste auf umliegende Kirchengemeinden ausweichen.
Die heutige Dorfkirche Neulietzegöricke wurde ab 1839 unter der Leitung des Bauinspektors Karl August Schweiger aus Wriezen errichtet. Am 28. Oktober 1840 wurde die Kirche geweiht. Das Gebäude befindet sich in der Mitte des Dorfangers von Neulietzegöricke. Bei dem Bau handelt es sich um einen spätklassizistischen Saalbau mit quadratischem Turm unter einem flachen Pyramidendach. Im Kern wurde die Dorfkirche wiederum als Fachwerkkirche errichtet, die Fassade ist jedoch von innen verputzt und von außen mit Ziegeln verblendet, um den Eindruck einer solideren Bauweise zu vermitteln.
Das Kirchenschiff hat über hohe Segmentbogenfenster sowie segmentbogige Zugänge zum Kirchturm sowie zum Chor. Im Inneren verfügt die Dorfkirche Neulietzegöricke über eine Balkendecke aus der Mitte des 19. Jahrhunderts. Zwischen 2003 und 2011 erfolgte eine umfangreiche Sanierung der Dorfkirche. Neulietzegöricke ist Sitz eines Pfarrsprengels, zu der neben Neulietzegöricke auch die Kirchengemeinden Altreetz, Neubarnim, Neuküstrinchen und Neulewin gehören.

## Ausstattung

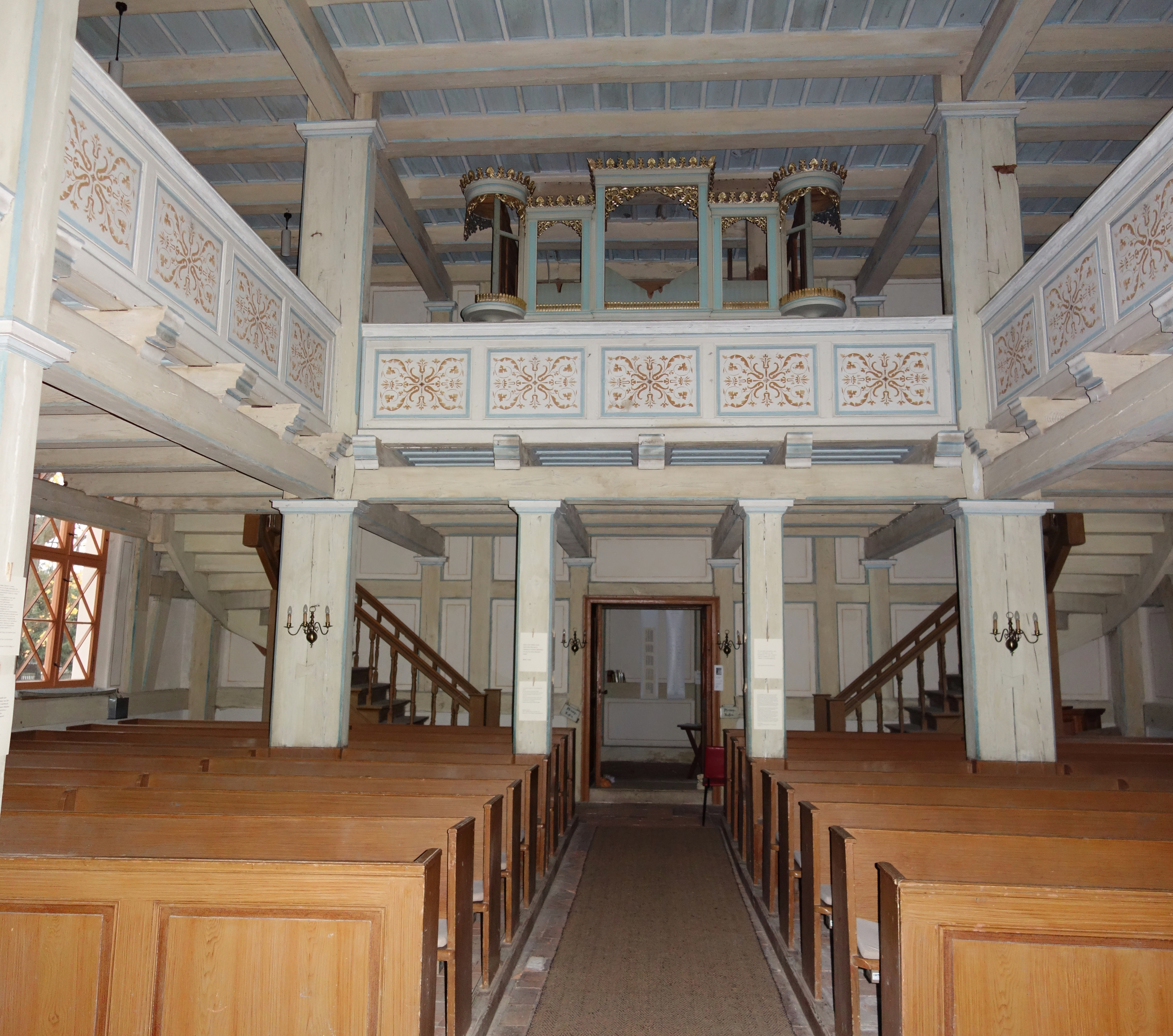

Die Dorfkirche Neulietzegöricke verfügt über eine einheitliche Ausstattung aus der Bauzeit. Sie hat eine dreiseitige Empore auf kräftigen Pfeilern, die bis zur Decke reichen, die Brüstungen der Empore sind mit floral-ornamentaler Schablonenmalerei verziert. Dazu gibt es in der Kirche einen schlichten Kanzelaltar mit gerundetem Kanzelkorb und eine hölzerne Taufe. Die Orgel wurde zwischen 1843 und 1845 von der Berliner Firma Gebr. Dinse.
1909 erfolgte eine erstmalige Sanierung des Innenraums. Ab 2003 wurde der Innenraum der Kirche, der von Holzwürmern befallen war, begast und die Fenster wurden nach Denkmalschutzbestimmungen erneuert. Die Orgel befindet sich in einem mangelhaften Zustand, ist aber spielbar.